# Центар за истраживање и развој друштва
Центар за истраживање и развој друштва ИДЕАС је непрофитна организација која је посвећена изградњи и развоју инклузивнијег, праведнијег и правичнијег друштва и креирању нових решења за проблеме са којима се грађани и грађанке суочавају, пре свега, мањинске и маргинализоване групе попут деце, особа са инвалидитетом, избеглице, тражиоци азила и мигранти, ЛГБТ особе, старији. 

## О Центру за истраживање и развоју друштва ИДЕАС
Центар за истраживање и развој друштва ИДЕАС (основан 2014. године) у свом раду комбинује развој политика, истраживања и изградњу капацитета институција са директним пружањем услуга рањивим групама (нпр. избеглицама и тражиоцима азила у Србији).
Кључне области којима се Центар за истраживање и развој друштва ИДЕАС бави сегментиране су у пет програмских целина: социјална  инклузија, азил и миграције, ЛГБТ права, равноправност и антидискриминација и добра управа. Фокус рада усмерен је на побољшање положаја избеглица, ЛГБТ особа, деце, старијих особа и особа са инвалидитетом. Све активности које реализује ИДЕАС инсистирају на развоју одрживих и ефикасних услуга, пре свега, у локалним заједницама.
Центар за истраживање и развој друштва ИДЕАС посвећен je унапређењу законодавног и стратешког окира и јачању услуга у области социјалне заштите како би се побољшао квалитет живота најрањивијих друштвених група. Политике које заступа ова организација се развијају уз широку партиципацију свих заинтересованих група, подстицање дијалога и међусобног разумевања између кључних актера.

### Социјална инклузија
ИДАЕС-ов програм Социјална инклузија је фокусиран на креирање услова да сви грађани и грађанке имају једнаке прилике за развој и партиципацију у друштву. Активности у оквиру програма су усмерене на развој услуга социјалне заштите и креирања програма подршке у циљу унапређења положаја рањивих друштвених група које су чешће изложене дискриминацији: деца, особе са инвалидитетом, избеглице и мигранати, ЛГБТ особе и старији...

### Азил и миграције
ИДЕАС-ов програм Азил и миграције оријентисан је на унапређење јавних политика и пракси у овој области. Фокус је на заштити избеглица и миграната у циљу обезбеђивања поштовања људских права и успостављања ефикасног система управљања миграцијама у Србији. Ова организација је темама из области азила и миграција почела да се бави из перспективе заштите деце, пре свега заштите деце избеглица и миграната без пратње родитеља, старатеља или одрасле одговорне особе и раздвојене деце. Током рада, ИДЕАС је, уз пордшку УНХЦР-а и кроз партнерство са системом социјалне заштите, развио услуге старатељства над децом избеглицама и мигрантима. Савет Европе је ИДЕАС-ове пројекте уврстио у примере добре праксе у раду са децом избеглицама и мигрантима 2019. године. Наредне године је услуга старатељства у највећој мери преузела држава, док је ИДЕАС задржао мање присуство на терену. Центар за истраживање и развој друштва ИДЕАС има потписан Меморандум са Министарством за рад, запошљавање, борачка и социјална питања, те континуирано пружа експертску подршку у области азила и миграција (едукацију, супервизију запослених у систему социјалне заштите итд.). Програм Азил и миграције обухвата и пружање правне подршке деци избеглицама и мигрантима (информисанје и решавање правног положаја)

### ЛГБТ+ права
ИДЕАС-ов програм Људска права фокусиран је на унапређење поштовања и заштиту људских права мањинских и маргинализованих друштвених група у свим областима живота. Активности ИДЕАС-а су посебно оријентисане ка унапређењу социјалних и економских права ЛГБТ заједнице кроз сарадњу са компанијама, предузећима, еснафским удружењима и синдикатима, али и државним органима у чијем је мандату заштита права радника и радница и унапређење диверзитета у пословању. ИДЕАС-ов тим пружа и правну подршку ЛГБТ особама у циљу заштите од дискриминације и злостављања на раду. Ова организација посвећена је унапређењу квалитета живота и осталих мањинских и маргинализованих група у домену заштите људских права.
Равноправност и антидискриминација